# Henry Danton
Henry Danton, all'anagrafe Henry David Boileau Down (Bedford, 30 marzo 1919 – Petal, 9 febbraio 2022) è stato un ballerino britannico.

## Biografia
Henry Danton nacque in una famiglia dalla forte tradizione militare e di origini francesi e scozzesi. Il padre, il maggiore Charles Boileau Down, morì quando Danton aveva solo tre mesi a causa di ferite riportate durante la prima guerra mondiale. Per onorare la memoria del marito, la madre volle che il bambino seguisse le orme paterne e Danton studiò al Wellington College e poi alla Royal Military Academy di Woolwich. Nel gennaio 1939 fu arruolato come sottotenente della Royal Artillery e pochi mesi più tardi fu promosso al rango di capitano con lo scoppio della seconda guerra mondiale. L'anno successivo si ritirò dal servizio attivo, ma non fu congedato prima del 1945.
Aveva iniziato ad interessarsi alla danza durante gli anni 30 dopo aver visto Jardin Public di Léonide Massine al Covent Garden. Il suo talento fu notato dalla maestra di danza Judith Espinosa, che in soli diciotto mesi riuscì a prepararlo con successo per gli esami di ammissione per la Royal Academy of Dancing. Nel 1942 si diplomò, vincendo anche la medaglia d'argento "Adeline Genée"; tuttavia, a causa della scarsità dell'argento durante i tempi di guerra, la medagli gli fu consegnata solamente nel 2019 in occasione del suo centesimo compleanno. I primi anni quaranta furono caratterizzati dallo scarso numero di ballerini maschi, dato che molti di loro erano impegnati in guerra. Ciò facilitò l'ascesa di Danton, che fu scritturato dall'Allied Ballet e poi dall'International Ballet di Mona Inglesby; con la compagnia danzò sia in nuovi balletti che in classici del repertorio, interpretando il ruolo originato da Vaclav Fomič Nižinskij ne Les Sylphides e danzando con Margot Fonteyn, Beryl Grey e Violetta Elvin ne La bella addormentata.
Nel 1944 si unì al Sadler's Wells Ballet di Ninette de Valois, con cui rimase per tre anni; era ancora un membro della compagnia quando essa si trasferì stabilmente alla Royal Opera House. Qui fu uno dei sei ballerini a danzare in occasione della prima del balletto Symphonic Variations di Frederick Ashton, che successivamente volle Danton in diverse delle sue coreografie. Mentre continuava a perfezionarsi con Vera Volkova al di fuori della compagnia, danzò tra il febbraio e il marzo 1945 danzò a Bruxelles e Parigi durante una tournée del Sadler's Wells Ballet. Dopo aver lasciato la compagnia, tornò a danzare in Europa e a Parigi, unendosi ai Ballets des Champs-Elysées prima di tornare a danzare a Londra con il Metropolitan Ballet. Dalla fine degli anni cinquanta si dedicò prevalentemente all'insegnamento e il suo contributo allo sviluppo dello studio della danza classica in Bolivia e Venezuela viene ritenuto fondamentale. Insegnò al Sarah Lawrence College, al Martha Graham Center of Contemporary Dance e alla Juilliard School di New York.